# セルゲイ・ゴリアエフ
セルゲイ・ゴリアエフ（ロシア語: Сергей Голяев、英語: Sergey Golyaev、1981年11月3日 - ）は、ロシアの男性総合格闘家、キックボクサー。サンクトペテルブルク出身。APプロモーション所属。現Bushido FCライト級王者。

## 来歴
ムエタイで60戦を超す戦績を残し、ロシア国内王座にも就いた。2001年に総合格闘技デビューし、M-1 MFCトーナメントで優勝を果たした。
2008年11月1日、戦極初参戦となった戦極 〜第六陣〜で元PRIDEライト級（-73kg）王者の五味隆典と対戦。1ラウンドはテイクダウンを奪われ寝技で攻め込まれるものの、2ラウンドにパンチでダウンを奪う。3ラウンドは五味の反撃を凌ぎ、2-1の判定で勝ちを収めた。
2009年1月4日、戦極の乱2009で光岡映二と対戦し、腕ひしぎ十字固めで一本負けを喫した。
2009年2月23日、K-1初参戦となったK-1 WORLD MAX 2009で佐藤嘉洋と対戦し、ローキックで3度のダウンを奪われKO負け。
2009年11月28日、ロシア・サンクトペテルブルクで開催されたBushido FCライト級トーナメントで優勝を果たした。
2010年10月16日、United GloryのMMAワールドシリーズ1回戦でジョン・アレッシオと対戦し、チキンウィングアームロックで一本負けを喫した。
2012年6月8日、Bushido FCライト級王座決定戦でクアット・カミトフと対戦し、肩固めで一本勝ちを収め王座獲得に成功した。

## 戦績

### 総合格闘技
| 総合格闘技 戦績 | 総合格闘技 戦績 | 総合格闘技 戦績 | 総合格闘技 戦績 | 総合格闘技 戦績 | 総合格闘技 戦績 | 総合格闘技 戦績 |
| --------------- | --------------- | --------------- | --------------- | --------------- | --------------- | --------------- |
| 28 試合         | (T)KO           | 一本            | 判定            | その他          | 引き分け        | 無効試合        |
| 18 勝           | 3               | 10              | 5               | 0               | 0               | 0               |
| 10 敗           | 0               | 8               | 2               | 0               | 0               | 0               |

| 勝敗 | 対戦相手                     | 試合結果                           | 大会名                                                      | 開催年月日     |
| ○    | クアット・カミトフ           | 2R 0:36 肩固め                     | Bushido Lithuania vol. 51 【Bushido FCライト級王座決定戦】  | 2012年6月8日   |
| ×    | オレグ・バゴフ               | 1R 4:54 チョークスリーパー         | ProFC: Union Nation Cup 11                                  | 2010年12月25日 |
| ×    | ルスラン・ケレフサエフ       | 5分2R終了 判定0-3                  | Draka: Governor's Cup 2010                                  | 2010年12月18日 |
| ×    | ジョン・アレッシオ           | 2R 1:51 チキンウィングアームロック | United Glory 12 【MMAワールドシリーズ 1回戦】               | 2010年10月16日 |
| ○    | イヴァン・ブッヒンゲル       | 1R 0:20 KO（パンチ）               | APF: Azerbaijan vs. Europe                                  | 2010年5月22日  |
| ○    | アルティオム・ダムコフスキー | 5分3R終了 判定2-1                  | Bushido FC: Legends 【ライト級トーナメント 決勝】           | 2009年11月28日 |
| ○    | ダニー・ベルゲン             | 1R 4:57 TKO（パンチ連打）          | Bushido FC: Legends 【ライト級トーナメント 1回戦】          | 2009年11月28日 |
| ○    | シャミル・ザギロフ           | 1R 2:30 腕ひしぎ十字固め           | ProFC: Union Nation Cup 2                                   | 2009年9月25日  |
| ×    | 光岡映二                     | 1R 4:22 腕ひしぎ十字固め           | 戦極の乱2009                                                | 2009年1月4日   |
| ○    | 五味隆典                     | 5分3R終了 判定2-1                  | 戦極 〜第六陣〜                                             | 2008年11月1日  |
| ○    | アレクサンドル・ダリシュニー | 2R 2:20 TKO（パウンド）            | Shooto Russia: Against The War                              | 2008年9月26日  |
| ○    | ウラジミール・ソロカ         | 5分2R終了 判定                     | Fire of Persevit                                            | 2006年12月2日  |
| ○    | トーマス・ヒッテン           | 5分3R終了 判定3-0                  | ZST: Prestige                                               | 2006年9月23日  |
| ○    | ルスタム・クラエフ           | 1R 2:40 腕ひしぎ十字固め           | M-1 MFC: New Blood                                          | 2005年10月1日  |
| ×    | カート・ペレグリーノ         | 1R 3:24 肩固め                     | Euphoria: USA vs. Russia                                    | 2005年5月14日  |
| ×    | ファージェル・ヴィント       | 3R チョークスリーパー              | JE: Holland vs. Russia                                      | 2005年4月24日  |
| ○    | パヴェル・レスコ             | 1R 2:15 腕ひしぎ十字固め           | M-1 MFC: International Fight Night                          | 2005年2月5日   |
| ○    | サイード・ハリロフ           | 1R 1:14 チョークスリーパー         | M-1 MFC: Heavyweight GP                                     | 2004年12月4日  |
| ×    | ヨアキム・ハンセン           | 1R 3:24 チョークスリーパー         | Euphoria: Road to the Titles 【ライト級トーナメント 1回戦】 | 2004年10月15日 |
| ○    | ドミトリー・メグロビャン     | 三角絞め                           | M-1 MFC: Mix-Fight                                          | 2004年5月21日  |
| ×    | リッチ・クレメンティ         | 2R 3:43 三角絞め                   | Euphoria: Russia vs. USA                                    | 2004年3月13日  |
| ×    | ユーリ・イヴレフ             | 1R 2:35 チョークスリーパー         | M-1 MFC: Russia vs. The World 6                             | 2003年10月10日 |
| ○    | セルゲイ・パシェンコ         | 5分2R終了 判定3-0                  | M-1 MFC: Russia vs. Ukraine                                 | 2003年6月17日  |
| ○    | マゴメド・ヒメロフ           | 1R 1:43 アームロック               | M-1 MFC: Russia vs. The World 5 【決勝】                    | 2003年4月6日   |
| ○    | セルゲイ・ベツスキー         | 1R 1:43 腕ひしぎ十字固め           | M-1 MFC: Russia vs. The World 5 【1回戦】                   | 2003年4月6日   |
| ×    | コリン・マンスール           | 5分2R終了 ポイント0-1              | Free Fight Holland: Free Fight Explosion 2                  | 2002年6月23日  |
| ○    | ラシム・カスモフ             | 1R 2:45 チョークスリーパー         | M-1 MFC: Exclusive Fight Night 3                            | 2001年9月27日  |
| ○    | マトヴェイ・ペレシヴァイロ   | 1R 2:10 腕ひしぎ十字固め           | M-1 MFC: Exclusive Fight Night 2                            | 2001年6月28日  |

### キックボクシング
| 勝敗 | 対戦相手 | 試合結果                   | 大会名                                          | 開催年月日    |
| ×    | 佐藤嘉洋 | 2R 1:18 KO（右ローキック） | K-1 WORLD MAX 2009 〜日本代表決定トーナメント〜 | 2009年2月23日 |

## 獲得タイトル
- M-1 MFCトーナメント 優勝（2003年）
- Bushido FCライト級トーナメント 優勝（2009年）
- Bushido FCライト級王座（2012年）

## 表彰
- SHERDOG アップセット・オブ・ザ・イヤー（2008年）